# Harmothoe serrata
Harmothoe serrata är en ringmaskart som beskrevs av Francis Day 1963. Harmothoe serrata ingår i släktet Harmothoe och familjen Polynoidae. Inga underarter finns listade i Catalogue of Life.